# كأس البرتغال 2009–10
كأس البرتغال 2009–10 (بالبرتغالية: Taça de Portugal de 2009–10‏) هو موسم من كأس البرتغال. كان عدد الأندية المشاركة فيه 172، وفاز فيه نادي بورتو.